# Восточный регион (Непал)
Восточный регион (непальск. पुर्वाञ्चल विकास क्षेत्र, Purwānchal Bikās Kshetra) — один из пяти регионов Непала. Площадь региона составляет 28 456 км². Население по данным переписи 2011 года — 5 811 555 человек. 
Регион граничит с Центральным регионом Непала (на западе), индийскими штатами Бихар (на юге), Западная Бенгалия (на юго-востоке) и Сикким (на востоке), а также с Тибетским автономным районом КНР (на севере).
Включает три зоны:
- Коси
- Мечи
- Сагарматха

В регионе находится группа вершин Дрохмо.